# Wereldbeker schaatsen 2008/2009 - Wereldbeker 1 - 2e 500 meter mannen
De eerste van 13 wedstrijden voor de wereldbeker schaatsen 500 meter wordt gehouden op 7 november 2008 in Berlijn.

## Uitslag A-divisie
| rang   | schaatser           | tijd  | punten |
| ------ | ------------------- | ----- | ------ |
| Goud   | Joji Kato           | 34,70 | 100    |
| Zilver | Yu Fengtong         | 35,07 | 80     |
| Brons  | Mika Poutala        | 35,13 | 70     |
| 4      | Keiichiro Nagashima | 35,17 | 60     |
| 5      | Lee Kang-seok       | 35,18 | 50     |
| 6      | Pekka Koskela       | 35,21 | 45     |
| 7      | Lee Kyou-hyuk       | 35,22 | 40     |
| 8      | Dmitri Lobkov       | 35,23 | 36     |
| 9      | Tucker Fredricks    | 35,39 | 32     |
| 10     | Vincent Labrie      | 35,43 | 28     |
| 11     | An Weijiang         | 35,47 | 24     |
| 12     | Jan Smeekens        | 35,52 | 21     |
| 13     | Mo Tae-Bum          | 35,52 | 18     |
| 14     | Simon Kuipers       | 35,53 | 16     |
| 15     | Mark Tuitert        | 35,57 | 14     |
| 16     | Lee Ki-Ho           | 35,60 | 12     |
| 17     | Stefan Groothuis    | 35,62 | 10     |
| 18     | Jamie Gregg         | 35,71 | 8      |
| 19     | Beorn Nijenhuis     | 35,78 | 6      |
| 20     | Tadashi Obara       | 35,99 | 5      |
| 21     | Brent Aussprung     | 36,03 | 4      |
| 22     | Artur Waś           | 36,14 | 3      |
| 23     | Denny Morrison      | 36,29 | 2      |
| 24     | Jeremy Wotherspoon  | DNF   | 0      |

## Loting
| rit | binnenbaan         | buitenbaan          |
| --- | ------------------ | ------------------- |
| 1   | Simon Kuipers      | Denny Morrison      |
| 2   | Mo Tae-Bum         | Joji Kato           |
| 3   | Lee Ki-Ho          | Artur Waś           |
| 4   | Jan Smeekens       | Brent Aussprung     |
| 5   | Jamie Gregg        | Tadashi Obara       |
| 6   | Weijing An         | Beorn Nijenhuis     |
| 7   | Mark Tuitert       | Stefan Groothuis    |
| 8   | Vincent Labrie     | Lee Kang-seok       |
| 9   | Yu Fengtong        | Mika Poutala        |
| 10  | Jeremy Wotherspoon | Dmitri Lobkov       |
| 11  | Tucker Fredricks   | Pekka Koskela       |
| 12  | Lee Kyou-hyuk      | Keiichiro Nagashima |

## Top 10 B-divisie
| rang | schaatser        | tijd  | punten |
| ---- | ---------------- | ----- | ------ |
| 1    | Zhang Zhongqi    | 35,68 | 25     |
| 2    | Yuya Oikawa      | 35,76 | 19     |
| 3    | Shani Davis      | 35,95 | 15     |
| 4    | Muncef Ouardi    | 36,01 | 11     |
| 5    | Hiroyasu Shimizu | 36,14 | 8      |
| 6    | Lee Jong-Woo     | 36,17 | 6      |
| 7    | Pasi Koskela     | 36,18 | 4      |
| 8    | Frank Steiner    | 36,42 | 2      |
| 9    | Nico Ihle        | 36,49 | 1      |
| 10   | Sergey Chadayev  | 36,53 | 0      |